# عبد الله عصبة
عبد الله علي عصبة شاعر وأديب يمني معاصر من مدينة ذمار، حاصل على درجة البكالوريوس في اللغة العربية من كلية الآداب بجامعة ذمار.
بدأ اهتمامه بالشعر والأدب من مرحلة مبكرة من عمره، حيث كان لوالده مجلس (مقيل) يدور فيه نقاش علمي وفكري، فكان هذا المجلس المؤثر الأول في حياة الشاعر الأدبية إلى جانب مكتبة والده الزاخرة بكتب شتى في الأدب والعلوم.

## التحصيل العلمي
- بكالوريوس لغة عربية من كلية الآداب بجامعة ذمار
- إجازة في العلوم الشرعية واللغوية من جمعية علماء اليمن فرع ذمار
- دورات في اللغة الإنجليزية عن بعد من كلية كامبريدج Cambridge Collenge - London
- دورات في مهارات الكمبيوتر والإنترنت

## الوظائف التي شغلها
- المسؤول الإداري لفرع اتحاد الأدباء والكتاب اليمنيين فرع ذمار 2001
- المسؤول الثقافي لفرع اتحاد الأدباء والكتاب اليمنيين فرع ذمار 2002
- رئيس فرع اتحاد الأدباء والكتاب اليمنيين فرع ذمار 2005
- رئيس قسم الأنشطة الثقافية والمعارض بمكتب الثقافة بذمار

إلى جانب اشتغاله بالأعمال الحرة

## الأعمال الأدبية
- قراءة في كف القصيدة - ديوان شعر - صنعاء 2001
- سدرة الوجد - مجموعة شعرية - فازت بجائزة رئيس الجمهورية للشباب 2001
- حب خارج أسوار الزمن - ديوان شعر معد للطباعة
- حوار وطني مع الوطن - ديوان شعر غير مجموع نُشرت الكثير من قصائده في الصحف اليمنية وألقيت بعضها في المناسبات والاحتفالات الوطنية، ويتضمن العديد من الأناشيد الوطنية
- كتاب (مشترك) يتناول السيرة الذاتية للشاعر الكبير/إبراهيم الحضراني - معد للطبع
- حضرانيات (شعر شعبي) للشاعر الشعبي الكبير/ محمد أحمد الحضراني (إعداد وتحقيق وتقديم)
- عدد من المسرحيات التي تتناول قضايا اجتماعية ووطنية (عرضت في المناسبات والفعاليات الوطنية)

## الموسوعات التي ذُكر فيها
- معجم البابطين - مختارات من الشعر العربي في القرن العشرين - الجزء الخامس[1]

## المهرجانات والملتقيات
- المهرجان الأول للشعر اليمني (للوطن نكتب أجمل الأشعار) ذمار- صنعاء 1998
- المهرجان الثاني للشعر اليمني (للوطن نكتب أجمل الأشعار) ذمار- صنعاء 1999
- قافلة ذمار المشاركة في فعاليات صنعاء عاصمة للثقافة العربية 2004
- ملتقى صنعاء الأول للشعراء الشباب العرب - صنعاء 2004
- مهرجان أحفاد البردوني - صنعاء 2004
- ملتقى الشباب اليمني الفرنسي - باريس 2005
- ملتقى صنعاء الثاني للشعراء الشباب العرب - صنعاء 2006
- القافلة الثقافية لمحافظة ذمار (عدن - لحج) 2007
- مشاركات متنوعة في العديد من الفعاليات الثقافية والمناسبات والاحتفالات الوطنية

## الجوائز والتكريم
- المركز الأول - المهرجان الأول للشعر اليمني (للوطن نكتب أجمل الأشعار) ذمار 1998
- المركز الأول - المهرجان الثاني للشعر اليمني (للوطن نكتب أجمل الأشعار) ذمار 1999
- جائزة رئيس الجمهورية للشباب في الآداب والفنون (الشعر) الدورة الثالثة 2001
- تكريمه من قبل وزارة الثقافة ومنحه درع صنعاء عاصمة للثقافة العربية 2004
- تذكار ملتقى صنعاء الأول للشعراء الشباب العرب 2004
- تذكار ملتقى صنعاء الثاني للشعراء الشباب العرب 2006

## من قصائده

### باقة حب
عـلـى دفـق أشـواق الـصبابة أقـبلتْ
يــــؤرّج أنــفــاس الــمـسـاءِ شــذاهـا
أتتْني وصوت الشوق يصرخ في دمي
وهــــالاتُ حــبّــي حــولـهـا وبــهـاهـا
وخــفْـقُ فـــوادي فــي لـهـاثٍ مـنـغّمٍ
يـــدقّ عــلـى إيــقـاع وقـــع خـطـاها
نــظـرتُ إلـيـهـا فـاسـتـظلتْ بـنـظرتي
وبــيــن عــيـونـي يـسـتـظلّ هــواهـا
فـلـيـس لــهـا ظـــلٌّ ســوايَ يـضـمّها
ولا ضـمّـنـي فــي الـعـالمين سـواهـا
تـنـاولـني مـــن لَــذَّة الـفـجر ضـحـكةً
ومــن بـيـن أحــداق الـصـلاة صـفـاها
يــشـكّـل وجــدانـي تـعـابـير وجـهـهـا
وبــالـرقـة الأشــهــى تــبــوح يــداهـا
وتـحـمـل لـــي بــاقـاتِ حــبٍّ عـيـونُها
ولــلـشـوق بــاقــاتٌ تــطـلّ شـفـاهـا
أحـاسـيسنا يـستعذب الـطهرُ طـعمها
وأرواحــنــا فــــي بـعـضـها تـتـمـاهى
تــذوبُ عـلـى صــدري ضـيـاءً ورحـمةً
وتــشـرب روحـــي طـهـرهـا وسـنـاها
فـتـمنحني مــا أشـتـهيه مـن الـمنى
وأمــنـحـهـا مـــــا يـشـتـهـيه مــنـاهـا
أزنــبــق خــدّيـهـا، وأبــــدع حـسـنـها
فــمـن دون حــبّـي لا يــفـوح صـبـاها
فـــإن أصـبـحتْ والـزهـرُ يـمـلأ ثـغـرها
فـــإنّ فــمـي أمـسـى يـبـرعم فـاهـا

### أنا والمنجّم
قال المنجّم :
لا تحاول ..
ـ كلّما حاولتُ أفتح جاهداً
للنور نافذةً
لكي تنمو الخمائل ـ
قلت :
إنّ مدينتي بالجبن موصدةٌ،
وأعراف القبيلة ..
ثمّ قلنا :
إنّ قانون القبيلة
فوق قانون الحياةِ،
وكلّ من
لم يتبع ( سلف ) القبيلة
فهْوَ مغرورٌ وجاهل
من أيّ مرٍّ
نبدع الفنّ الذي
أفتى بتقديس السلاسل ؟
نحن شعبٌ
يعشق ( الأسلاف )
عشق حياته،
ويرتّب الفوضى
على حسب التقاليد العريقة
في جداول .
نحن لا ندري
خطورة جهل ما يجري ..
ولا ندري لماذا نحن لا ندري !!
كأنّ الجهل أستاذٌ
يعلمنا
بأنّ لنا
وللجهل المحنّطِ
فوق قامتنا فضائل .
ماذا تظنّ بأمةٍ
هبّتْ تحثّ السير للماضي،
وتبحث في خبايا الأرض
عن فخرٍ به الدنيا تطاول ؟
إنما تختال
فوق عظام من ماتوا ..
فهم جثثٌ
قد اتّكأتْ على جثثٍ
فكيف أتيتَ
بالموتى تصاول . 1995م